# متفطرة إيرانية
متفطرة إيرانية (الاسم العلمي: Mycobacterium iranicum) هي نوع من البكتيريا يتبع جنس المتفطرة من فصيلة المتفطرات.